# Линия Кросстаун, Ай-эн-ди
Линия Кросстаун, Ай-эн-ди (оригинальное название линия Бруклин — Куинс Кросстаун) — линия Нью-Йоркского метро, построенная компанией «Независимая система метрополитена» (IND) и ныне входящая в состав Дивизиона В. Линия обеспечивает беспересадочный проезд из западного Бруклина в северо-западный Куинс и является единственной крупной линией, не заходящей в Манхэттен. Обслуживается круглосуточно маршрутом G. Линия считается «стволовой»: маршрут G, проходящий по ней, обозначается салатовым цветом.

## Строение
Линия начинается, как ответвление от линии Куинс-бульвара, Ай-Эн-Ди южнее станции Куинс-плаза и сразу же поворачивает на юг. На всём своём протяжении линия Кросстаун двухпутная, за исключением станции Бедфорд-авеню — Ностранд-авеню. Перед этой станцией из тупиков начинаются два центральных пути, которые через несколько метров сливаются в один центральный путь. Эти пути были построены в 1931 году и предназначались для новой, так и не построенной, линии, соединившей бы линию Кросстаун с линией Мертл-авеню, Би-эм-ти. После станции Бедфорд-авеню — Ностранд-авеню этот центральный путь имеет съезды на основные пути и сразу после них заканчивается тупиком. Но на станции Клоссон-авеню до сих пор осталось место для центрального пути.
На станции Хойт-стрит — Скермерхорн-стрит пути линии Кросстаун проходят между путями линии Фултон-стрит, Ай-эн-ди, но съездов между этими линиями не существует. После Хойт-стрит — Скермерхорн-стрит линия поворачивает на юг и сливается с локальными путями линии Калвер, Ай-эн-ди.

## История
Проект линии от моста Куинсборо под Джексон-авеню, Манхэттен-авеню, Роублинг-стрит, Бедфорд-авеню и под Хэнкок-стрит к станции линии Франклин-авеню, Би-эм-ти Франклин-авеню был принят городом в 1923 году. Но в следующем году мэр Джон Хайлан выступил против этого проекта. Потом проект был переработан, и линия включена в Независимую систему метрополитена (IND).
19 августа 1933 года был открыт участок от Корт-сквер до Нассо-авеню, и маршрут GG стал работать от станции Куинс-плаза. 
Вся линия была построена 1 июля 1937 года. В этот же день маршрут GG был продлён в обоих направлениях: на севере до Форест-Хилс — 71-я авеню, на юге до Смит-стрит — Девятая улица.
За следующие 77 лет конечные станции маршрута GG, переименованного в G в 1985 году, неоднократно менялись. Он продлялся до Джамейка - 179-я улица и урезался до Куинс-плаза. Но 19 апреля 2010 года маршрут сократили до начальной станции линии Кросстаун: до Корт-сквер. Но на юге маршрут продлили до Черч-авеню.

## Станции
Проходящие по линии маршруты в зависимости от дня недели и времени суток
|                | Круглосуточно |
| -------------- | ------------- |
| Локальные пути | G             |

Станции на линии
| Условные обозначения |
| для дней и часов работы маршрутов (более точно указано во всплывающих подсказках при этих обозначениях): |
| --- |
| круглосуточно круглосуточно, кроме ночи круглосуточно, кроме будней днём (либо часов пик) в пиковом направлении в будни днём (и, возможно, вечером) в будни круглосуточно в часы пик в будни днём (либо в часы пик) в пиковом направлении в будни днём (либо в часы пик) в направлении, обратном пиковому в выходные ночью ночью и в выходные (и, возможно, вечером) нет движения поездов |

| E — круглосуточно · E — круглосуточно · M — в будни днём и вечером · M — в будни днём и вечером · R — круглосуточно, кроме ночи · R — круглосуточно, кроме ночи |  |  |
| |  |  |
| R — круглосуточно, кроме ночи · R — круглосуточно, кроме ночи                                                                                                   |  |  |
| E — круглосуточно · E — круглосуточно · M — в будни днём и вечером · M — в будни днём и вечером                                                                 |  |  |
| |  |  |

| 7 — круглосуточно · 7 — круглосуточно · <7> — в часы пик в пиковом направлении · <7> — в часы пик в пиковом направлении | Корт-сквер              |
| E — круглосуточно · E — круглосуточно · M — в будни днём и вечером · M — в будни днём и вечером                         | Корт-сквер — 23-я улица |

| L — круглосуточно · L — круглосуточно | Лоример-стрит |

| A — круглосуточно · A — круглосуточно · C — круглосуточно, кроме ночи · C — круглосуточно, кроме ночи |

| |  |  |
| F — круглосуточно · F — круглосуточно · <F> — в часы пик в пиковом направлении · <F> — в часы пик в пиковом направлении                                         |  |  |
| |  |  |
| F — круглосуточно · F — круглосуточно · <F> — в часы пик в пиковом направлении · <F> — в часы пик в пиковом направлении · G — круглосуточно · G — круглосуточно |  |  |